# Europamästerskapet i basket för damer 1989
Europamästerskapet i basket för damer 1989 spelades i Varna i Bulgarien och var den 22:a EM-basketturneringen som avgjordes för damer. Turneringen spelades mellan den 13 och 18 juni 1989 och totalt deltog åtta lag i turneringen där Sovjetunionen blev Europamästare före Tjeckoslovakien och hemmanationen Bulgarien, det var Sovjetunionens 20:e EM-guld.

## Kvalificerade länder
| - Bulgarien (som arrangör) - Frankrike - Italien - Jugoslavien | - Nederländerna - Sovjetunionen - Tjeckoslovakien - Ungern |

## Gruppspelet

### Spelsystem
De åtta lagen som var med i EM var indelade i två grupper med fyra lag i vardera. Alla lagen mötte alla en gång i sin grupp innan de två bästa lagen i varje grupp gick vidare till semifinalspel, medan de två sämsta laget i varje grupp spelade om plats fem till åtta. Seger i en match gav två poäng och förlust gav en poäng.
|  | Laget spelade om plats 1-4 |
|  | Laget spelade om plats 5-8 |

### Grupp A
| Plats | Nation          | Spelade | Vinster | Förluster | Mål       | Målskillnad | Poäng |
| ----- | --------------- | ------- | ------- | --------- | --------- | ----------- | ----- |
| 1     | Sovjet          | 3       | 3       | 0         | 216 – 179 | +37         | 6     |
| 2     | Tjeckoslovakien | 3       | 2       | 1         | 210 – 189 | +21         | 5     |
| 3     | Italien         | 3       | 1       | 2         | 166 – 198 | -32         | 4     |
| 4     | Nederländerna   | 3       | 0       | 3         | 168 – 194 | -26         | 3     |

| 13 juni 1989 kl 14:30 (CET) | Nederländerna | 52 – 67 (21-37) Rapport | Italien | Varna |
| 13 juni 1989 kl 14:30 (CET) |               |                         |         | Varna |

| 13 juni 1989 kl 20:00 (CET) | Sovjet | 78 – 75 (54-39) Rapport | Tjeckoslovakien | Varna |
| 13 juni 1989 kl 20:00 (CET) |        |                         |                 | Varna |

| 14 juni 1989 kl 16:15 (CET) | Tjeckoslovakien | 68 – 60 (36-29) Rapport | Nederländerna | Varna |
| 14 juni 1989 kl 16:15 (CET) |                 |                         |               | Varna |

| 14 juni 1989 kl 19:45 (CET) | Sovjet | 79 – 48 (50-23) Rapport | Italien | Varna |
| 14 juni 1989 kl 19:45 (CET) |        |                         |         | Varna |

| 15 juni 1989 kl 14:30 (CET) | Sovjet | 59 – 56 (31-31) Rapport | Nederländerna | Varna |
| 15 juni 1989 kl 14:30 (CET) |        |                         |               | Varna |

| 15 juni 1989 kl 19:45 (CET) | Italien | 51 – 67 (21-31) Rapport | Tjeckoslovakien | Varna |
| 15 juni 1989 kl 19:45 (CET) |         |                         |                 | Varna |

### Grupp B
| Plats | Nation      | Spelade | Vinster | Förluster | Mål       | Målskillnad | Poäng |
| ----- | ----------- | ------- | ------- | --------- | --------- | ----------- | ----- |
| 1     | Jugoslavien | 3       | 3       | 0         | 236 – 183 | +53         | 6     |
| 2     | Bulgarien   | 3       | 2       | 1         | 251 – 210 | +41         | 5     |
| 5     | Frankrike   | 3       | 1       | 2         | 181 – 234 | -53         | 4     |
| 6     | Ungern      | 3       | 0       | 3         | 192 – 233 | -41         | 3     |

| 13 juni 1989 kl 16:30 (CET) | Jugoslavien | 76 – 52 (41-22) Rapport | Ungern | Varna |
| 13 juni 1989 kl 16:30 (CET) |             |                         |        | Varna |

| 13 juni 1989 kl 18:00 (CET) | Bulgarien | 90 – 54 (41-31) Rapport | Frankrike | Varna |
| 13 juni 1989 kl 18:00 (CET) |           |                         |           | Varna |

| 14 juni 1989 kl 14:30 (CET) | Jugoslavien | 81 – 62 (48-27) Rapport | Frankrike | Varna |
| 14 juni 1989 kl 14:30 (CET) |             |                         |           | Varna |

| 14 juni 1989 kl 18:00 (CET) | Ungern | 77 – 92 (35-40) Rapport | Bulgarien | Varna |
| 14 juni 1989 kl 18:00 (CET) |        |                         |           | Varna |

| 15 juni 1989 kl 16:15 (CET) | Frankrike | 65 – 63 (36-40) Rapport | Ungern | Varna |
| 15 juni 1989 kl 16:15 (CET) |           |                         |        | Varna |

| 15 juni 1989 kl 18:00 (CET) | Jugoslavien | 79 – 69 (45-37) Rapport | Bulgarien | Varna |
| 15 juni 1989 kl 18:00 (CET) |             |                         |           | Varna |

## Placeringsmatcher

### Match om 5:e - 8:e plats
| 17 juni 1989 kl 14:30 (CET) | Nederländerna | 55 – 45 (29-29) Rapport | Frankrike | Varna |
| 17 juni 1989 kl 14:30 (CET) |               |                         |           | Varna |

| 17 juni 1989 kl 16:15 (CET) | Ungern | 62 – 77 (28-42) Rapport | Italien | Varna |
| 17 juni 1989 kl 16:15 (CET) |        |                         |         | Varna |

### Match om 7:e plats
| 18 juni 1989 kl 12:45 (CET) | Frankrike | 66 – 84 (28-44) Rapport | Ungern | Varna |
| 18 juni 1989 kl 12:45 (CET) |           |                         |        | Varna |

### Match om 5:e plats
| 18 juni 1989 kl 14:30 (CET) | Nederländerna | 42 – 51 (17-23) Rapport | Italien | Varna |
| 18 juni 1989 kl 14:30 (CET) |               |                         |         | Varna |

## Slutspelet

### Semifinaler
| 17 juni 1989 kl 18:00 (CET) | Tjeckoslovakien | 76 – 62 (41-34) Rapport | Jugoslavien | Varna |
| 17 juni 1989 kl 18:00 (CET) |                 |                         |             | Varna |

| 17 juni 1989 kl 20:00 (CET) | Bulgarien | 71 – 90 (33-39) Rapport | Sovjet | Varna |
| 17 juni 1989 kl 20:00 (CET) |           |                         |        | Varna |

### Bronsmatch
| 18 juni 1989 kl 16:15 (CET) | Jugoslavien | 69 – 79 (44-38) Rapport | Bulgarien | Varna |
| 18 juni 1989 kl 16:15 (CET) |             |                         |           | Varna |

### Final
| 18 juni 1989 kl 18:00 (CET) | Tjeckoslovakien | 61 – 64 (34-47) Rapport | Sovjet | Varna |
| 18 juni 1989 kl 18:00 (CET) |                 |                         |        | Varna |

| Europamästare: Sovjets 20:e EM-titel |

## Slutplaceringar
| 1 | Sovjet          |
| 2 | Tjeckoslovakien |
| 3 | Bulgarien       |
| 4 | Jugoslavien     |
| 5 | Italien         |
| 6 | Nederländerna   |
| 7 | Ungern          |
| 8 | Frankrike       |